# Xahr-i Sokhta
Xahr-i Sokhta o Xahr-i Sokhteh (persa: شهر سوخته, literalment 'ciutat cremada') és un jaciment arqueològic que data de l'edat del bronze, situat al sud-est de l'Iran, a Sistan. La ciutat es troba a la vora de la riba del riu Helmand, en la ruta que va des Zahedan a Zabol. Està inscrit en la llista del Patrimoni de la Humanitat de la UNESCO des del 2014.
El jaciment va ser excavat per equips iranians i italians en la dècada del 1970 i 1980. Va ser aquí on es van trobar 60 peces del joc del senet, probablement un antic predecessor del backgammon, així com els més antics grans de comí de prat i altres nombrosos objectes metàl·lics.

## Nota
1. ↑  Centre, UNESCO World Heritage. «Shahr-i Sokhta» (en anglès). [Consulta: 17 març 2021].